# Marwan Berreni
Marwan Berreni, né le 4 décembre 1988 dans le 10e arrondissement de Paris et retrouvé mort le 12 octobre 2023 à Corcelles-en-Beaujolais, est un acteur français.
Il est surtout connu pour son personnage d'Abdel Fedala, qu'il incarne de 2009 à 2022 dans le feuilleton Plus belle la vie, diffusé sur France 3. De 2007 à 2009, il interprète Karim, l'un des rôles principaux de la série pour la jeunesse Tranches de vie sur Disney Channel.
Il joue également dans des téléfilms des collections Les Mystères de... et Meurtres à... sur France 3 et apparaît dans les séries Commissaire Magellan sur la même chaîne, Joséphine, ange gardien, No Limit et Camping Paradis sur TF1.
Acteur au théâtre depuis l'âge de 9 ans, il joue notamment pour Christophe Honoré et dans des pièces adaptées de Molière et de Jean de La Fontaine mises en scène par son père, Mourad Berreni.
En 2023, son corps est retrouvé pendu dans une habitation abandonnée, la piste privilégiée étant celle du suicide. Il avait 34 ans.

## Biographie

### Famille
Né le 4 décembre 1988 à Paris, Marwan Mathias Berreni est le fils de Mourad Berreni (metteur en scène et directeur du Théâtre de l'Écho dans le 20e arrondissement de Paris) et de Martine Sarlandie, bibliothécaire,.
Son frère, Bilal Berreni (1990-2013), est un peintre urbain, graffeur et dessinateur mondialement connu sous le pseudonyme de Zoo Project. Bilal est assassiné en 2013 dans la ville de Détroit par trois jeunes hommes.
Ils sont les petit-fils de Charles Sarlandie (1915-1994), chef d'état-major de la Résistance au sein du Bataillon Violette à Saint-Mesmin, en Dordogne, et dont une place du village porte le nom. En mai 2015, à la suite de la parution du livre de Pierre Thibaud La Résistance racontée à la jeunesse qui évoque notamment Charles Sarlandie, le comédien se rend à Saint-Mesmin pour un hommage à son grand-père.

### Formation
De 1997 à 2007, il est dirigé par son père, Mourad Berreni, à l'atelier du Théâtre de l'Écho à Paris. En 2003-2004, il fait partie de la Classe lycéenne de Céline Davalan à l'École Florent. Ensuite, il est élève au Conservatoire du 5e arrondissement de Paris en 2005-2006 avant de suivre une formation du jeu à la caméra au studio Alain de Bock. En 2014, il se forme à l'ACP La Manufacture Chanson.

### Carrière
Marwan Berreni débute au théâtre en 1998, alors qu'il a 9 ans, dans Les Trois Mousquetaires puis dans Les Débutantes mise en scène par Christophe Honoré en 2000. Il joue notamment dans des pièces de théâtre mises en scène par son père Mourad Berreni : Molière Circus en 2004, Tableau de famille et Cabaret La Fontaine en 2007.
En 2006, il apparait dans le court-métrage Clin d'œil. L'année suivante, il incarne Karim, l'un des rôles principaux dans les trois saisons de la série pour la jeunesse Tranches de vie. Le programme est diffusé sur Disney Channel jusqu'en 2010.
En 2009, il joue le rôle d'un athlète pour la pastille humoristique MSS, Mission Secrète et Sportive diffusée sur France 3. Il enchaine la même année et sur la même chaîne, en incarnant dans le feuilleton Plus belle la vie, Abdel Fedala, un jeune avocat devenu truand puis indic de la police. Ce rôle le fait connaître du grand public, et il le joue jusqu'en octobre 2022 avant l'arrêt de la série au mois de novembre suivant. Il interprète ce personnage dans 904 épisodes quotidiens et dans certains téléfilms spéciaux diffusés en première partie de soirée. Le comédien Rachid Hafassa interprète son père, Karim Fedala durant la même période (2009-2022).
En 2010, il est l'un des rôles principaux du court-métrage Tears in the rain aux côtés de Dounia Coesens (l'une des comédiennes de Plus belle la vie). Après être apparu dans un épisode de Joséphine, ange gardien, Marwan Berreni tourne surtout dans des séries et téléfilms policiers tels que No Limit sur TF1 et Commissaire Magellan sur France 3.
En 2013-2014, au théâtre Daunou à Paris, il joue Victor dans la pièce Gigi, adaptée de Colette et mise en scène par Richard Guedj, retrouvant des comédiennes et comédiens de Plus belle la vie tels que Coline D'Inca dans le rôle-titre, Pascale Roberts, Sophie de La Rochefoucauld, Sylvie Flepp et Ludovic Baude. Tout comme ces deux derniers, Marwan Berreni ne reprend pas son rôle dans la pièce interprétée ensuite au théâtre de l'Odéon à Marseille.
Entre 2017 et 2020, il interprète des rôles tout à fait opposés dans la collection de téléfilms Les Mystères de... : il est Adrien, un gendarme, dans Les Mystères de l'île tourné au large du fort Boyard, avec notamment Julie Ferrier et François Vincentelli ; il incarne le Père Sylvain Chaland (et le fils d'Isabel Otero) dans Les Mystères de la basilique. Dans Les mystères de la chorale, il joue le rôle d'un jeune Turc dénommé Kuvan Birkan. Le tournage du téléfilm à Marseille a dû être arrêté en raison du confinement de mars à mai 2020 avant de reprendre en juin suivant.
Au cinéma, il joue, en 2020, dans Vagabondes, une comédie réalisée par Philippe Dajoux, avec notamment Pauline Bression, Aurélie Reihorm, Marysole Fertard, Bryan Trésor, Sergi López et Michel Jonasz. Le long-métrage raconte l'histoire de quatre personnes en errance qui vont faire des rencontres les laissant espérer un avenir meilleur.
En 2021, dans l'épisode Un cirque au Paradis de la série Camping Paradis, il joue Timothée Narboni qui souhaite, avec sa compagne, monter sa troupe de cirque. Ses parents sont interprétés par Vincent Lagaf' et Sophie de la Rochefoucaud.
Sa dernière apparition à l'écran est dans le téléfilm Nouveaux Meurtres à Saint-Malo, qui appartient à la collection Meurtres à..., aux côtés de Bruno Solo, Louise Monot et Chloé Stefani, entre autres. Le tournage, prévu en septembre 2022, a finalement lieu en novembre et décembre suivant. Le téléfilm est diffusé le 29 avril 2023 sur France 3.

### Circonstance du décès
Le 12 octobre 2023, le corps d'une personne pendue, portant une sacoche qui contient des documents d'identité de l'acteur, est retrouvé dans une ferme abandonnée de Corcelles-en-Beaujolais (Rhône). Des analyses sont lancées pour déterminer l'identité du cadavre. Le 19 octobre 2023, le parquet de Villefranche-sur-Saône confirme qu'il s'agit bien de Marwan Berreni,. L'enquête indique qu'il est mort sans intervention extérieure et qu'il n'avait pris ni drogue, ni médicaments (une consommation d'alcool est en revanche impossible à déterminer).

### Vie privée

#### Relations
L'acteur a été en couple entre autres avec l'actrice Coline d'Inca, l'interprète de Sybille Cassagne dans le feuilleton Plus belle la vie, entre 2009 et 2015. Il a ensuite fréquenté Myra Tyliann, l'interprète d'Alison Valle dans Plus belle la vie, de juin 2018 à octobre 2019 Il a ensuite été le compagnon de la comédienne Marylou Salvatori, elle aussi rencontrée sur le tournage de Plus belle la vie.

#### Autre
En avril 2019, il s'installe dans la commune de Fuissé, à quinze minutes de Mâcon.

## Filmographie

### Télévision

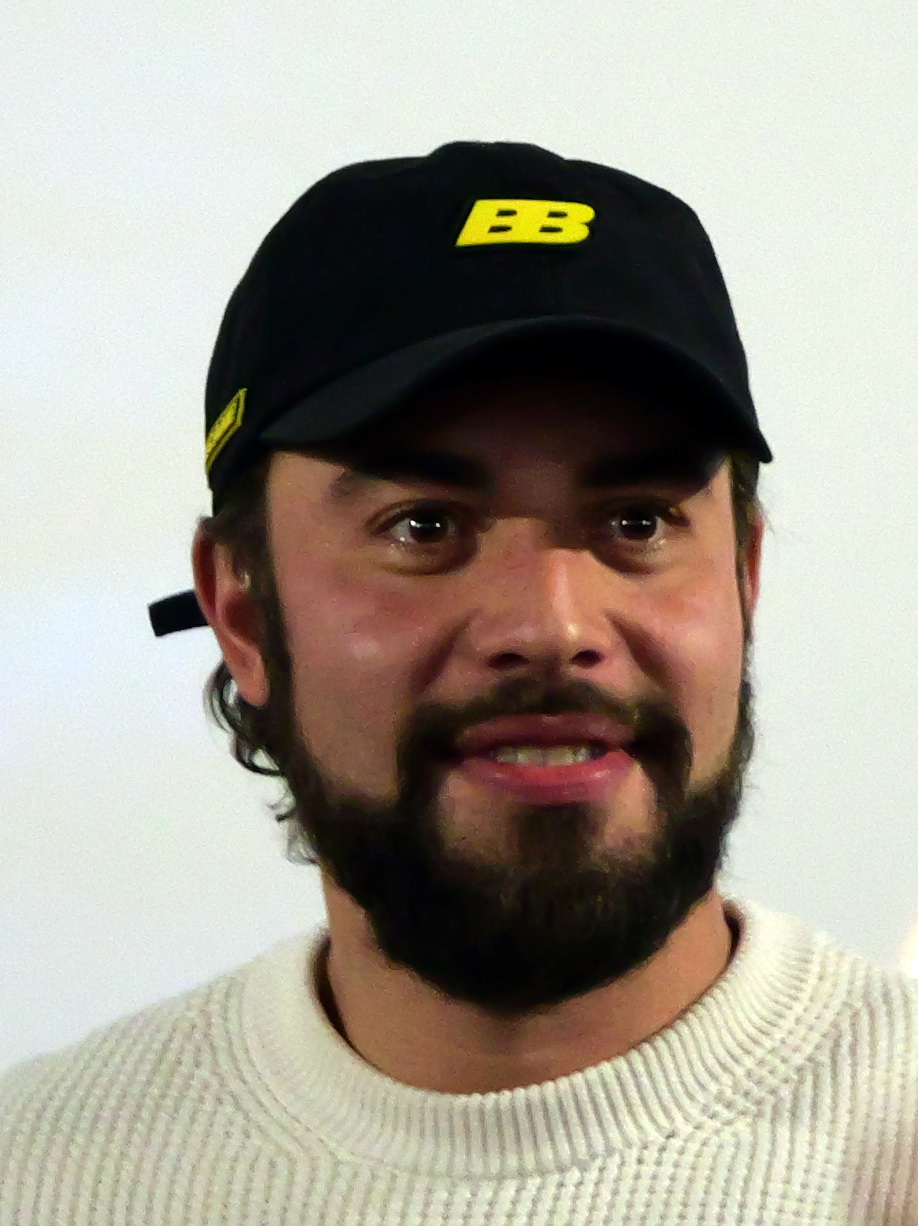
Marwan Berreni lors d'une avant-première du téléfilm Nouveaux Meurtres à Saint-Malo à Saint-Malo, en mars 2023.

- 2007-2009 : Tranches de vie : Karim (saisons 1 à 3)
- 2008 : MSS, Mission Secrète et Sportive, série humoristique créée par Charly de Réals et Stéphane Marelli : Joanino
- 2008 : Nos années pension (série télévisée)[réf. nécessaire] : Erwan
- 2009 : Drôle de famille !, de Benoît D'Aubert (épisode 2 : Deux heureux événements) : Arvathan
- 2009 : Chante !, série télévisée de Jean-Pierre Hasson et Olivier Thiébaut[réf. nécessaire]
- 2009-2022 : Plus belle la vie (saisons 5 à 18) : Abdel Fedala, dans 905 épisodes quotidiens et dans des téléfilms dérivés :
  - 2011 : Course contre la montre
  - 2016 : Infiltration
  - 2019 : Secrets
  - 2022 : Sept mariages pour un enterrement
- 2011 : Joséphine, ange gardien (Saison 13, épisode 1 : Un petit coin de paradis de Pascal Heylbroeck) : Medhi[17]
- 2012 : Faut pas pousser, programme court réalisé par Richard Darmigny
- 2013 : No Limit de Luc Besson (saison 2, épisode 1 : Diamants de sang réalisé par Barthélemy Grossman) : Brigadier Thomas
- 2015 : Commissaire Magellan, épisode Grand large de Francois Guérin : Cédric Lemarchand
- 2017 : Les Mystères de l'île de François Guérin : Adrien
- 2018 : Les Mystères de la basilique de François Guérin : Père Sylvain Chaland
- 2018 : Frenchy California (épisode pilote) de Junior Paganelli : Rôle principal[Qui ?]
- 2020 : Les Mystères de la chorale d'Emmanuelle Dubergey : Kuvan Birkan
- 2021 : Mauvaises graines de Thierry Petit : Alonzo
- 2021 : Camping Paradis (Saison 13, épisode 1 : Un cirque au Paradis) : Timothée Narboni
- 2023 : Nouveaux Meurtres à Saint-Malo de Lionel Bailliu : David Kassem

### Cinéma

#### Long métrage
- 2020 : Vagabondes de Philippe Dajoux : Gabriel

#### Courts-métrages
- 2006 : Clin d'œil, film des éditions Klett : Youssef
- 2007 : Bonsoir à tous de Bruno Pieretti : Florian
- 2010 : Le Projet Wallace d'Arthur Blanc-Anthonioz : le standardiste
- 2010 : Tears in the rain de Fabien Carrabin : Jared
- 2015 : Elle(s), de Jason Roffé : Nicolas

## Roman photo
- 2013 : Le Secret des Trois Clés : Ted Sibirbeck
- 2014 : Le Secret de l'Archange : Ted Sibirbeck
- 2016 : Le Secret du L.Y.S d'Antoine Besson : Ted Sibirbeck

## Théâtre
- 1998 : Les Trois Mousquetaires, d'après Alexandre Dumas, Théâtre de l'Écho : D'Artagnan
- 2000 : Les Débutantes, mise en scène de Christophe Honoré, Théâtre de l'Écho : le petit frère
- 2004 : Molière Circus, mise en scène de Mourad Berreni ; Festival des Arlequins de Cholet : Argan et Sganarelle
- 2007 : Tableau de famille, de Mourad Berreni, Théâtre de l'Écho : le fils
- 2007 : Calamity Jane, de Jean-Noel Fenwick
- 2007 : Cabaret La Fontaine, par Mourad Berreni, d'après les Fables de La Fontaine
- 2007 : La famille Aimée de Nicole Sigal : Aimé
- 2007 : Vincent River de Philip Ridley (trad. Sébastien Cagnoli) : Davey
- 2007 : Les Pigeonniers de Sylvette Durbiano, Théâtre de l'Écho : Oreste
- 2007 : Les vivants et les morts d'Ignacio Garcia May : Fuchs
- 2007 : La Courtisane de Gênes d'Éric Westphal, Théâtre de l'Écho : Servio
- 2013 - 2014 : Gigi de Colette, mise en scène de Richard Guedj, Théâtre Daunou, tournée et captation pour France 3 : Victor
- 2015 : Les anciennes odeurs de Michel Tremblay : Luc

## Publicité
- 2015 : Brandt, de Martin Kalina

### Documentaire
- Secrets d'actualité – Marwan Berreni : la mort terrible de l'acteur de Plus Belle la vie, diffusé sur W9 en novembre 2024.